# 加州州立大學聖馬科斯分校
加州州立大學聖馬科斯分校（California State University San Marcos，亦稱：CSUSM或Cal State San Marcos）是加利福尼亞州立大學系統內、位於美國加利福尼亞州聖馬可斯的一所公立大學，成立於1989年。 2015年《美國新聞與世界報道》將其排在“西部地區大學”中的第84位。

## 外部連結
- 官方网站
- Cal State San Marcos official athletics website（页面存档备份，存于）

33°07′42″N 117°09′34″W / 33.12833°N 117.15944°W